# اس‌اس بلرپی
اس‌اس بلرپی (به انگلیسی: SS Blairspey) یک کشتی بود که طول آن ۳۷۱٫۸ فوت (۱۱۳٫۳ متر) بود. این کشتی در سال ۱۹۲۹ ساخته شد.